# Brodo di pollo
Il brodo di pollo è un piatto base di cucina popolare.
Esso si ottiene facendo bollire a lungo un pollo nell'acqua e a seconda dello scopo del brodo, ma principalmente dalla località in cui viene prodotto, può contenere al proprio interno verdure e altri ingredienti. La bollitura fa disciogliere nell'acqua diverse sostanze contenute nella carne di pollo e le conferisce il tradizionale sapore e color ambrato.
Può essere utilizzato anche come rimedio domestico contro le infezioni delle vie aeree superiori. Con tale utilizzo è conosciuto come penicillina ebrea. Funziona in effetti come decongestionante nasale, inibisce in vitro la crescita degli pneumococchi e stimola la risposta immunitaria dei globuli bianchi.

## Preparazione
Il brodo di pollo è una preparazione alimentare liquida ottenuta tramite la lenta bollitura di carne di pollo, spesso accompagnata da ossa e frattaglie, insieme a ortaggi aromatici come cipolla, carota e sedano. È utilizzato sia come piatto autonomo sia come base per numerose ricette della cucina tradizionale.

### Caratteristiche
Il brodo si ottiene mettendo gli ingredienti in acqua fredda e portando il tutto gradualmente a ebollizione. Questo procedimento consente una maggiore estrazione di sostanze nutrienti e aromatiche. Il risultato è un liquido dal gusto delicato, che può essere filtrato e chiarificato per aumentarne la limpidezza, anche mediante tecniche classiche come l'uso dell'albume.

### Ingredienti comuni
Una versione classica prevede l'utilizzo dei seguenti ingredienti:
- 1 kg di pollo (intero o in pezzi)
- 250 g di carne di vitello (magra e grassa)
- 100 g di frattaglie di pollo
- 1 osso di manzo con midollo
- 2 porri
- 1 cipolla
- 1 carota
- 2 coste di sedano
- 1 spicchio d'aglio
- 1 rametto di timo
- Sale e pepe in grani
- Circa 3 litri d'acqua
- (facoltativo) 1 albume per la chiarificazione

Gli ingredienti possono variare a seconda delle abitudini locali o delle necessità dietetiche.

### Utilizzi in cucina
In Italia, il brodo di pollo è impiegato per la preparazione di risotti, minestre e paste ripiene come i tortellini. È spesso servito anche da solo, soprattutto durante i mesi freddi o nei periodi di convalescenza. Può essere congelato e utilizzato all’occorrenza come base per salse e fondi di cottura.

### Aspetti nutrizionali
Il brodo di pollo è ritenuto un alimento facilmente digeribile, con un basso apporto calorico, specialmente se privato della pelle e sgrassato. Fornisce proteine, sali minerali e alcuni aminoacidi utili nei regimi alimentari leggeri. È adatto a chi segue diete prive di glutine o lattosio, a condizione che non vengano usati additivi o preparati industriali.

### Impiego tradizionale e studi
Storicamente, il brodo di pollo è stato associato alla cura dei sintomi da raffreddamento. Uno studio pubblicato sulla rivista Chest (2000) ha indicato possibili effetti antinfiammatori lievi, attribuiti alla presenza di composti attivi rilasciati durante la cottura. Tuttavia, l’efficacia clinica rimane limitata e non sostituisce terapie mediche appropriate.